# Représentations diplomatiques de la Finlande

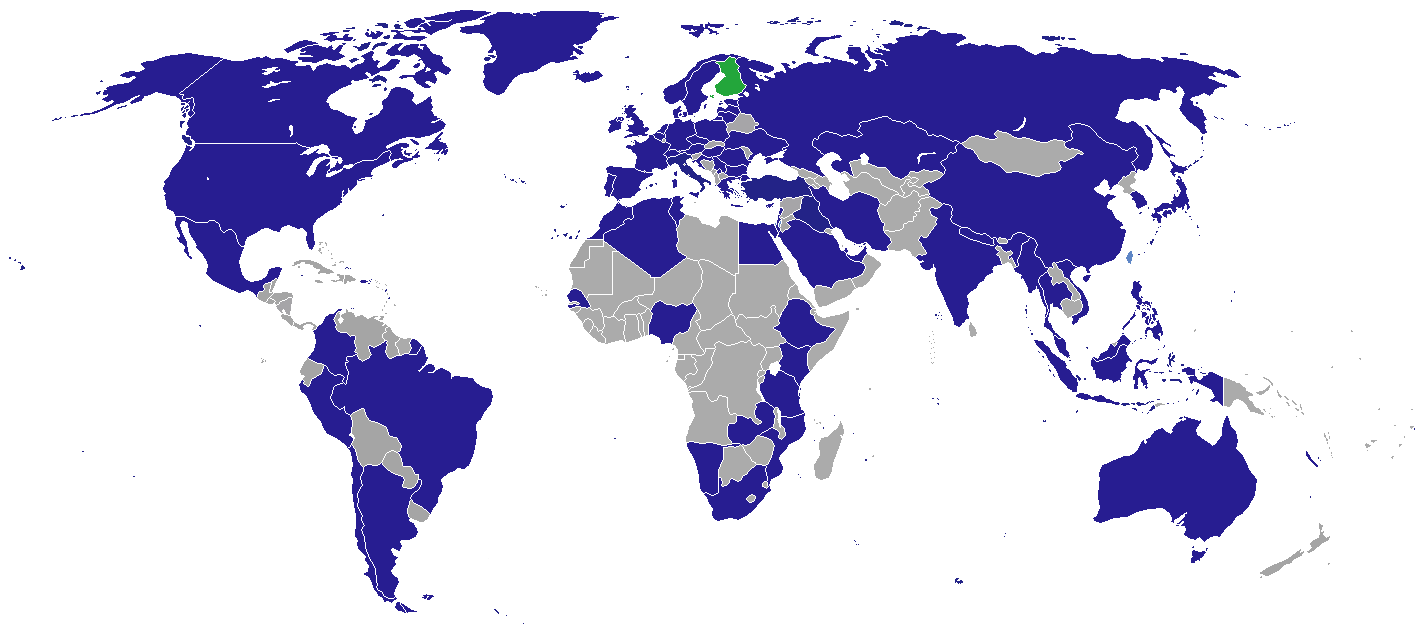
Missions diplomatiques finlandaises.

Ceci est une liste des représentations diplomatiques de la Finlande. Le ministère finlandais des affaires étrangères a été créé peu après son indépendance en 1917. Pour encourager sa reconnaissance internationale et promouvoir ses intérêts frontaliers, commerciaux et maritimes, la Finlande possédait douze missions à l'étranger à la fin de 1918. Au moment où la Seconde Guerre mondiale explosa, elle gérait 20 ambassades (dont quatre hors d'Europe) et six consulats.
Dans les pays où il n'y a pas de mission finlandaise, selon le traité d'Helsinki, les agents publics des services étrangers de l'un des pays nordiques doivent assister les citoyens d'un autre pays nordique si ce pays n'est pas représenté sur le territoire concerné.

## Afrique
- Afrique du Sud
  - Pretoria (ambassade)
- Algérie
  - Alger (ambassade)
- Égypte
  - Le Caire (ambassade)
- Éthiopie
  - Addis-Abeba (ambassade)
- Kenya
  - Nairobi (ambassade)
- Maroc
  - Rabat (ambassade)
- Mozambique
  - Maputo (ambassade)
- Namibie
  - Windhoek (ambassade)
- Nigeria
  - Abuja (ambassade)
- Sénégal
  - Dakar (ambassade)
- Tanzanie
  - Dar es Salam (ambassade)
- Tunisie
  - Tunis (ambassade)
- Zambie
  - Lusaka (ambassade)

## Amérique
- Argentine
  - Buenos Aires (ambassade)
- Brésil
  - Brasilia (ambassade)
  - São Paulo (consulat)
- Canada
  - Ottawa (ambassade)
- Chili
  - Santiago (ambassade)
- Colombie
  - Bogota (ambassade)
- États-Unis
  - Washington (ambassade)
  - Los Angeles (consulat général)
  - New York (consulat général)
- Mexique
  - Mexico (ambassade)
- Pérou
  - Lima (ambassade)

## Asie
- Arabie saoudite
  - Riyad (ambassade)
- Chine
  - Pékin (ambassade)
  - Hong Kong (consulat général)
  - Shanghai (consulat général)
- Corée du Sud
  - Séoul (ambassade)
- Émirats arabes unis
  - Abou Dabi (ambassade)
- Inde
  - New Delhi (ambassade)
- Indonésie
  - Jakarta (ambassade)
- Irak
  - Bagdad (ambassade)[3]
- Iran
  - Téhéran (ambassade)
- Israël
  - Tel Aviv-Jaffa (ambassade)
- Japon
  - Tokyo (ambassade)
- Kazakhstan
  - Noursoultan (ambassade)
- Liban
  - Beyrouth (ambassade)
- Malaisie
  - Kuala Lumpur (ambassade)
- Népal
  - Katmandou (ambassade)
- Pakistan
  - Islamabad (ambassade)
- Palestine
  - Ramallah (bureau de représentation)
- Philippines
  - Manille (ambassade)
- Qatar
  - Doha (ambassade)
- Singapour
  - Singapour (ambassade)
- Taïwan
  - Taipei (centre d'échange finlandais)
- Thaïlande
  - Bangkok (ambassade)
- Turquie
  - Ankara (ambassade)
- Viêt Nam
  - Hanoï (ambassade)

## Europe
- Allemagne
  - Berlin (ambassade)
- Autriche
  - Vienne (ambassade)
- Belgique
  - Bruxelles (ambassade)
- Biélorussie
  - Minsk (bureau de liaison)
- Bulgarie
  - Sofia (ambassade)
- Chypre
  - Nicosie (ambassade)
- Croatie
  - Zagreb (ambassade)
- Danemark
  - Copenhague (ambassade)
- Espagne
  - Madrid (ambassade)
- Estonie
  - Tallinn (ambassade)
- France
  - Paris (ambassade)
- Grèce
  - Athènes (ambassade)
- Hongrie
  - Budapest (ambassade)
- Irlande
  - Dublin (ambassade)
- Islande
  - Reykjavik (ambassade)
- Italie
  - Rome (ambassade)
- Kosovo
  - Pristina (ambassade)
- Lettonie
  - Riga (ambassade)
- Lituanie
  - Vilnius (ambassade)
- Norvège
  - Oslo (ambassade)
- Pays-Bas
  - La Haye (ambassade)
- Pologne
  - Varsovie (ambassade)
- Portugal
  - Lisbonne (ambassade)
- République tchèque
  - Prague (ambassade)
- Roumanie
  - Bucarest (ambassade)
- Royaume-Uni
  - Londres (ambassade)
- Russie
  - Moscou (ambassade)
  - Saint-Pétersbourg (consulat général)
- Serbie
  - Belgrade (ambassade)
- Suède
  - Stockholm (ambassade)
- Suisse
  - Berne (ambassade)
- Ukraine
  - Kiev (ambassade)

## Océanie
- Australie
  - Canberra (ambassade)
  - Sydney (consulat)

## Organisations internationales
- Bruxelles (missions permanentes auprès de l'OTAN et de l'Union européenne)
- Genève (missions permanentes auprès des Nations unies, de l'Organisation mondiale du commerce et d'autres organisations internationales)
- Nairobi (mission permanente auprès du PNUE)
- New York (mission permanente auprès des Nations unies)
- Paris (missions permanentes auprès de l'Organisation de coopération et de développement économiques et de l'UNESCO)
- Strasbourg (mission permanente auprès du Conseil de l'Europe)
- Vienne (mission permanente auprès de l'AIEA et de l'Organisation pour la sécurité et la coopération en Europe)

## Galerie

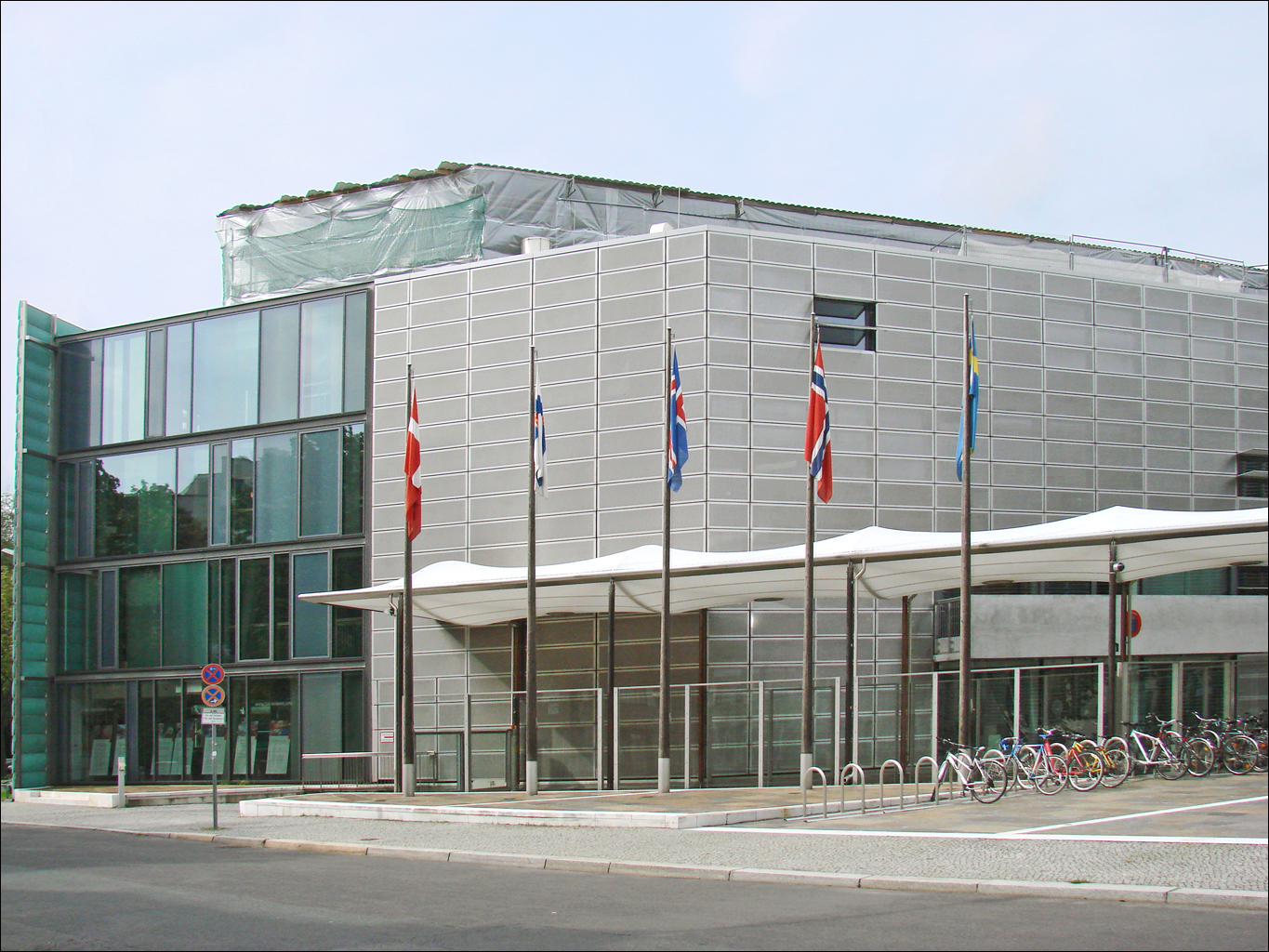
Ambassade à Berlin.
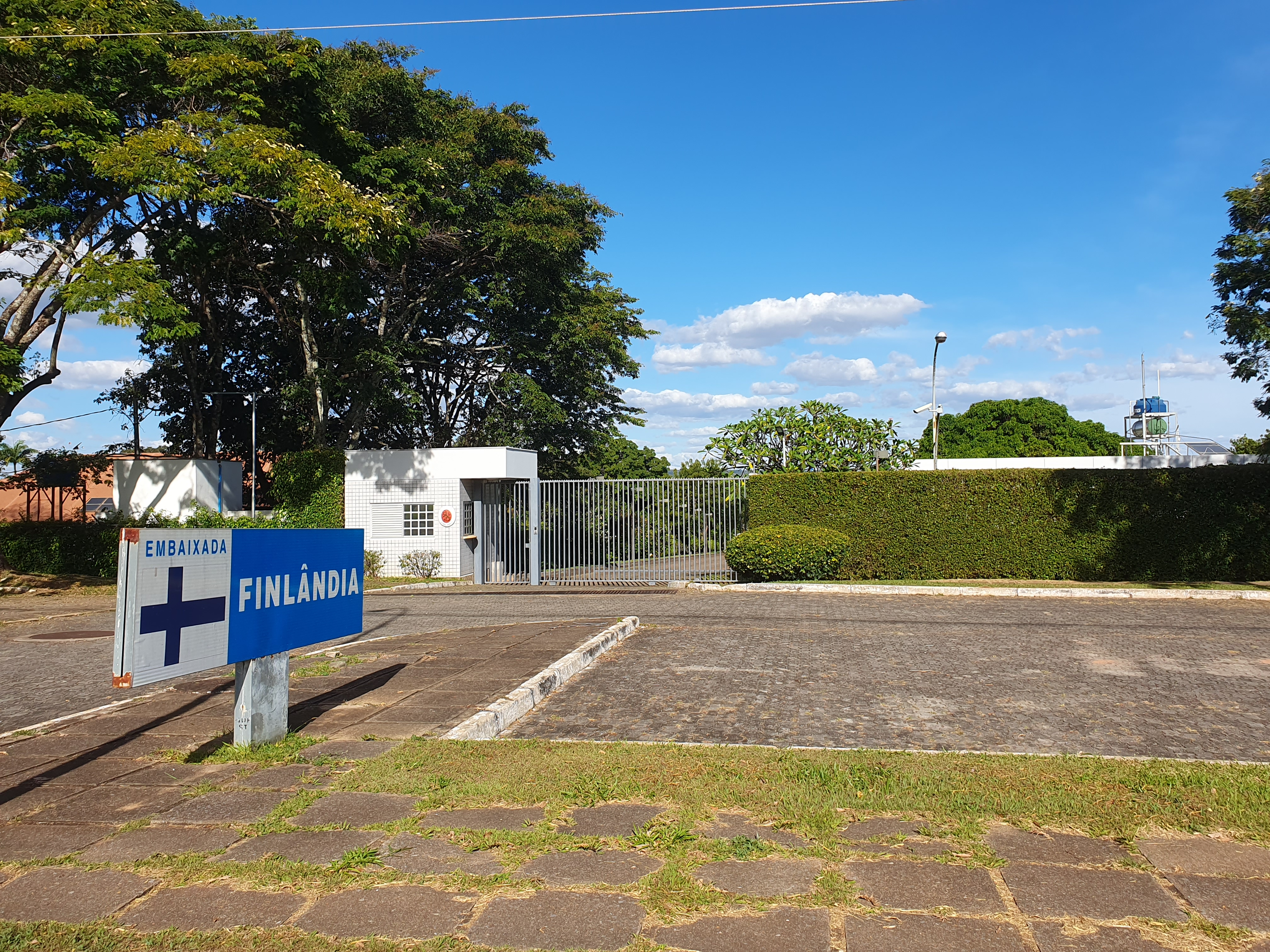
Ambassade à Brasilia.
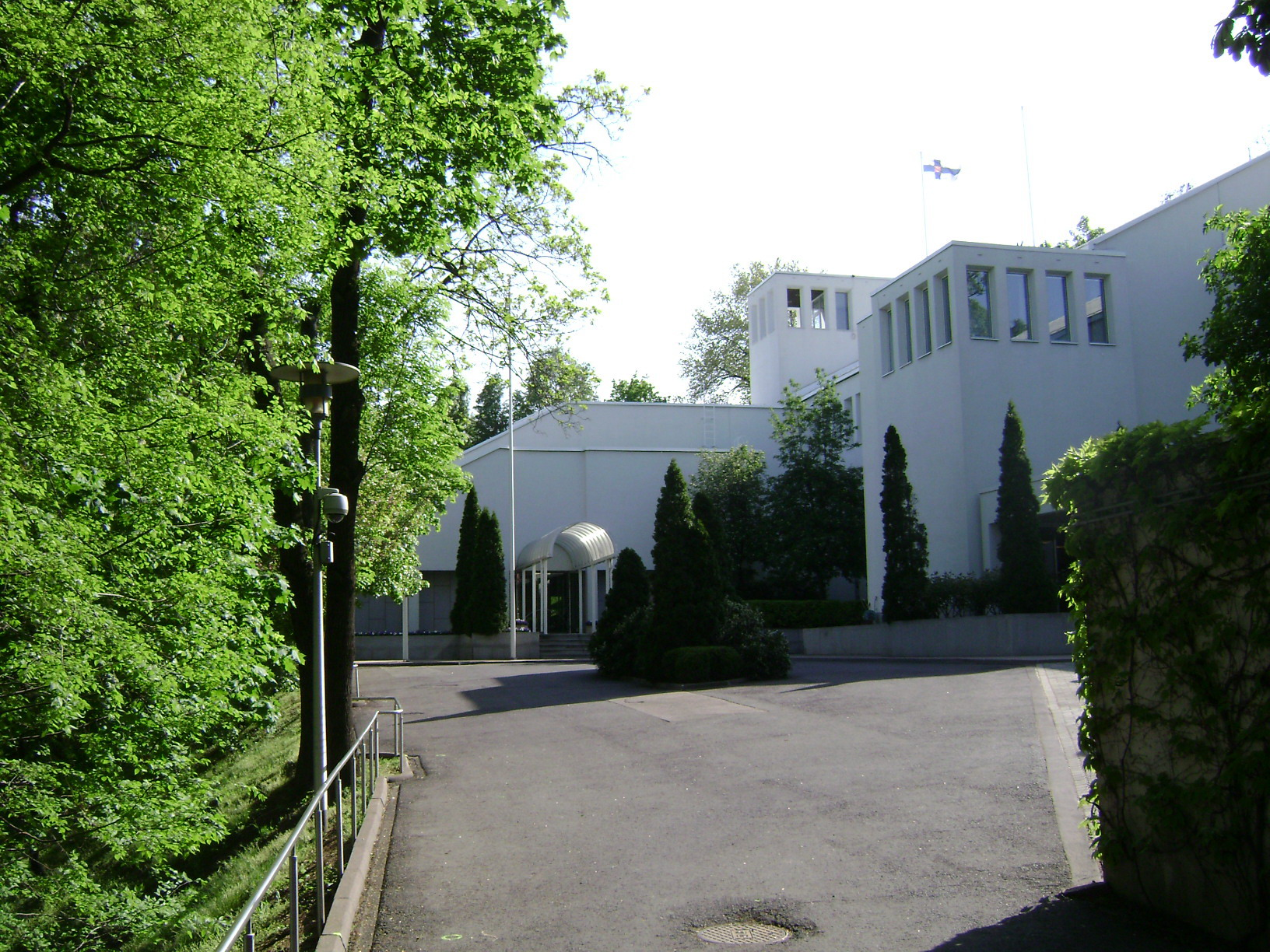
Ambassade à Budapest.
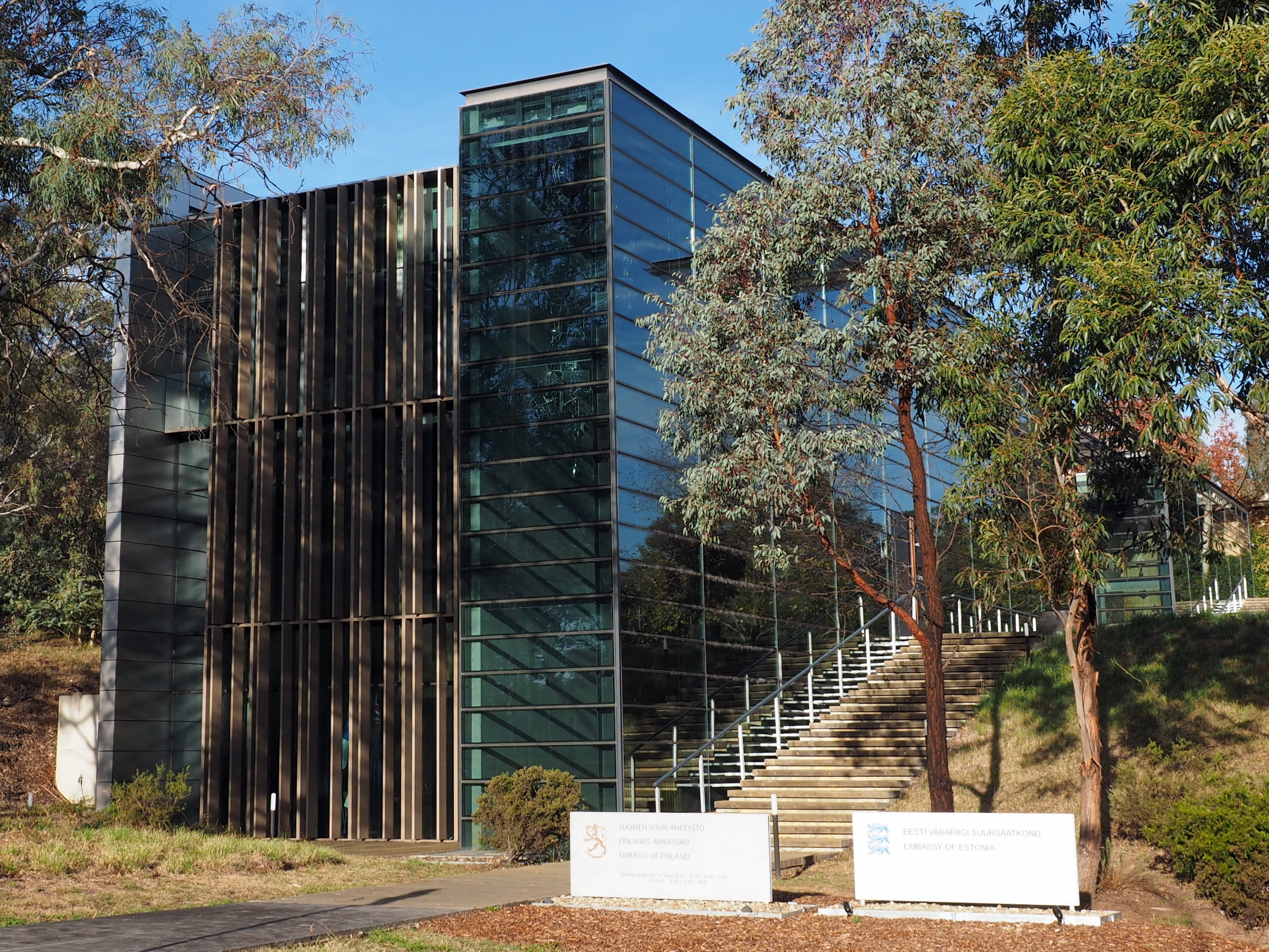
Ambassade à Canberra.
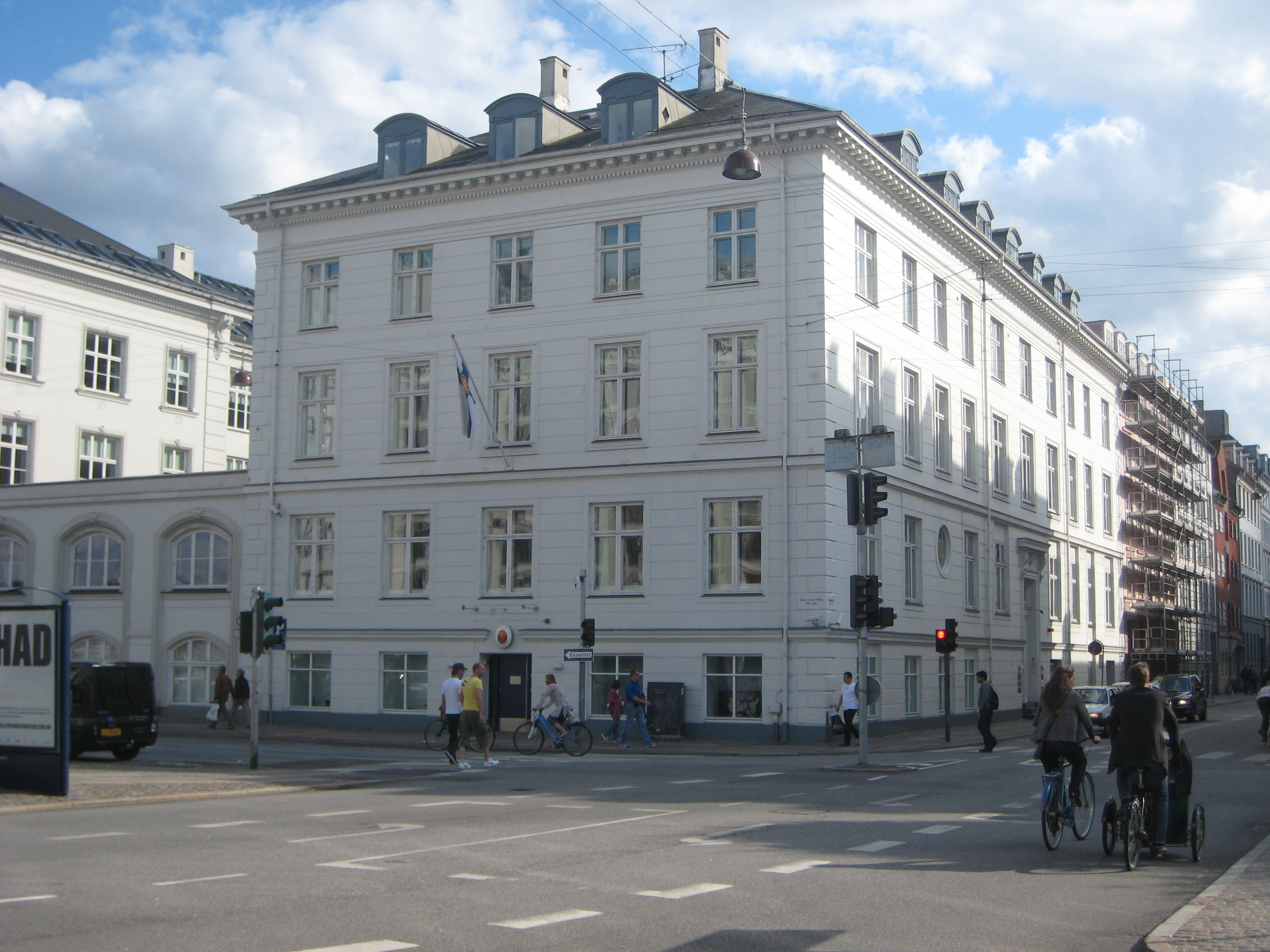
Ambassade à Copenhague.
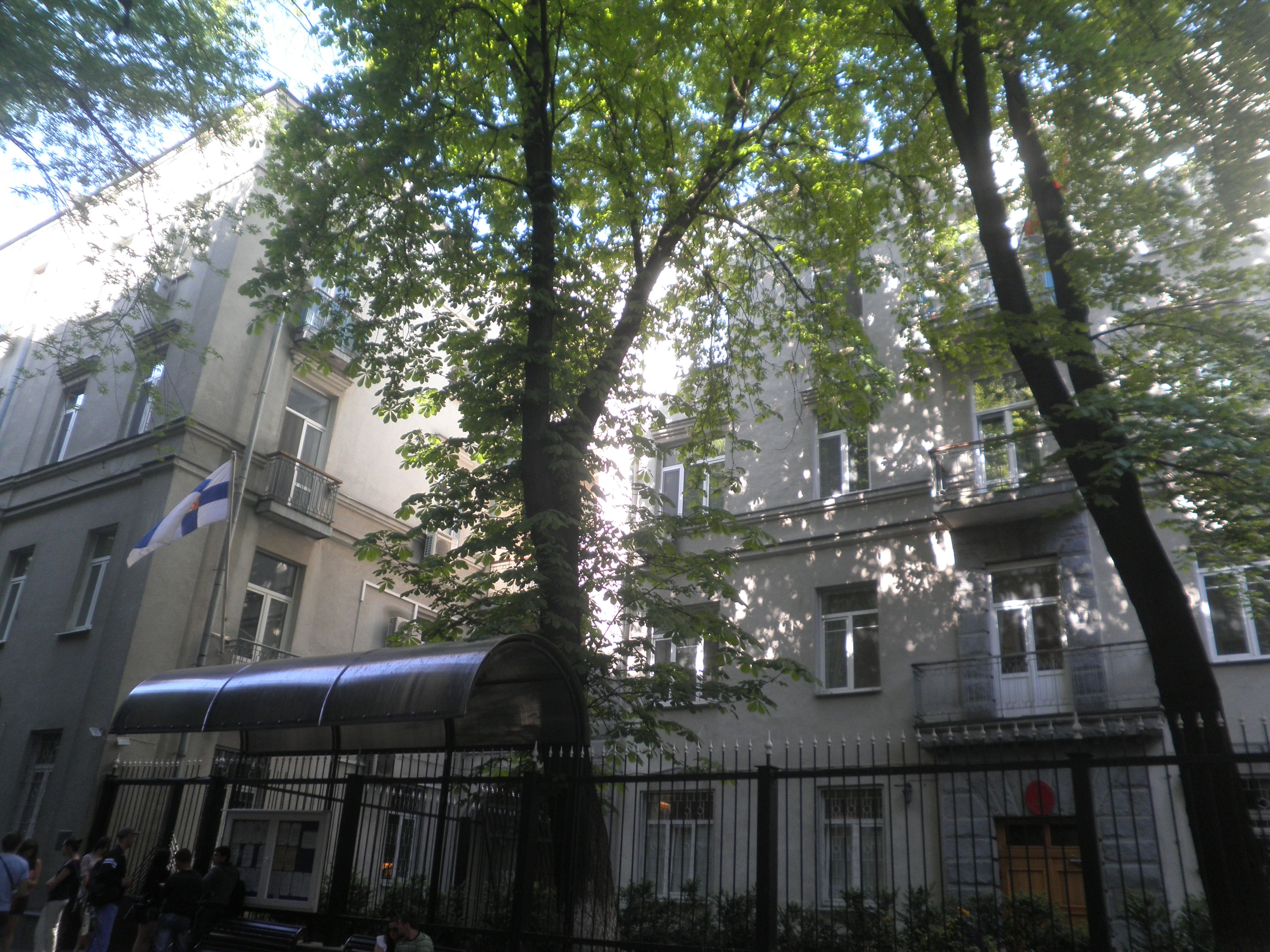
Ambassade à Lima.
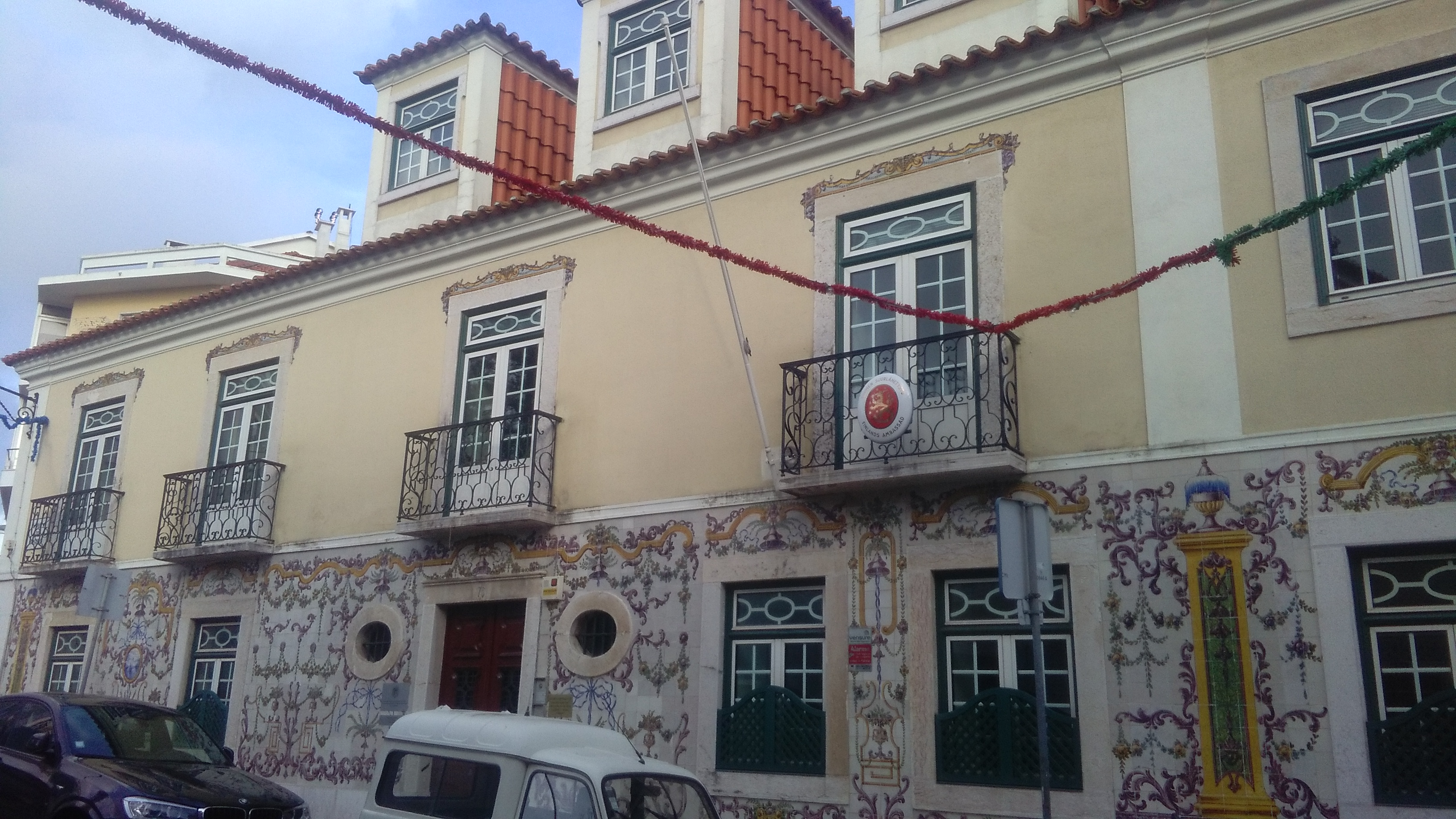
Ambassade à Lisbonne.
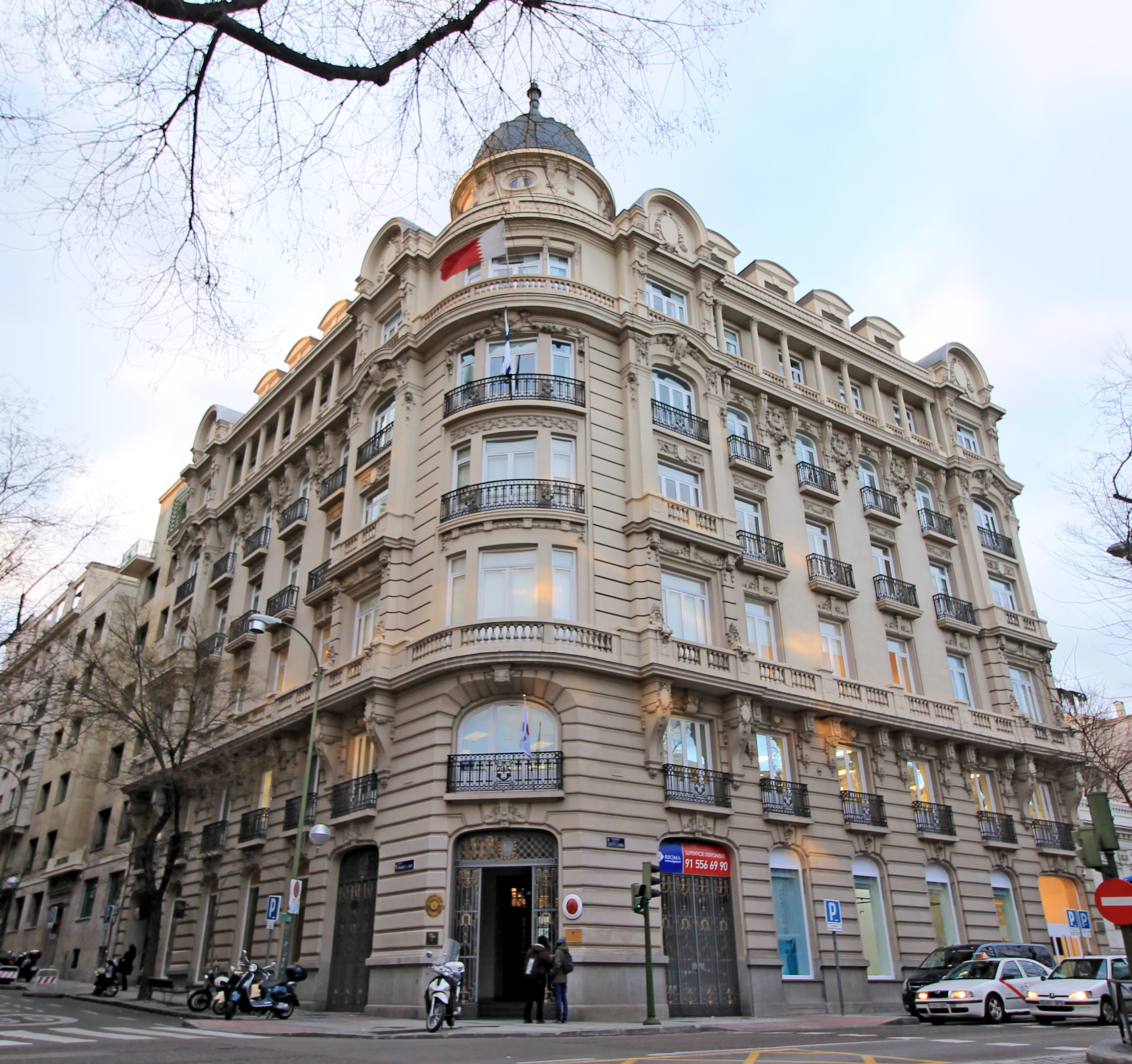
Ambassade à Madrid.
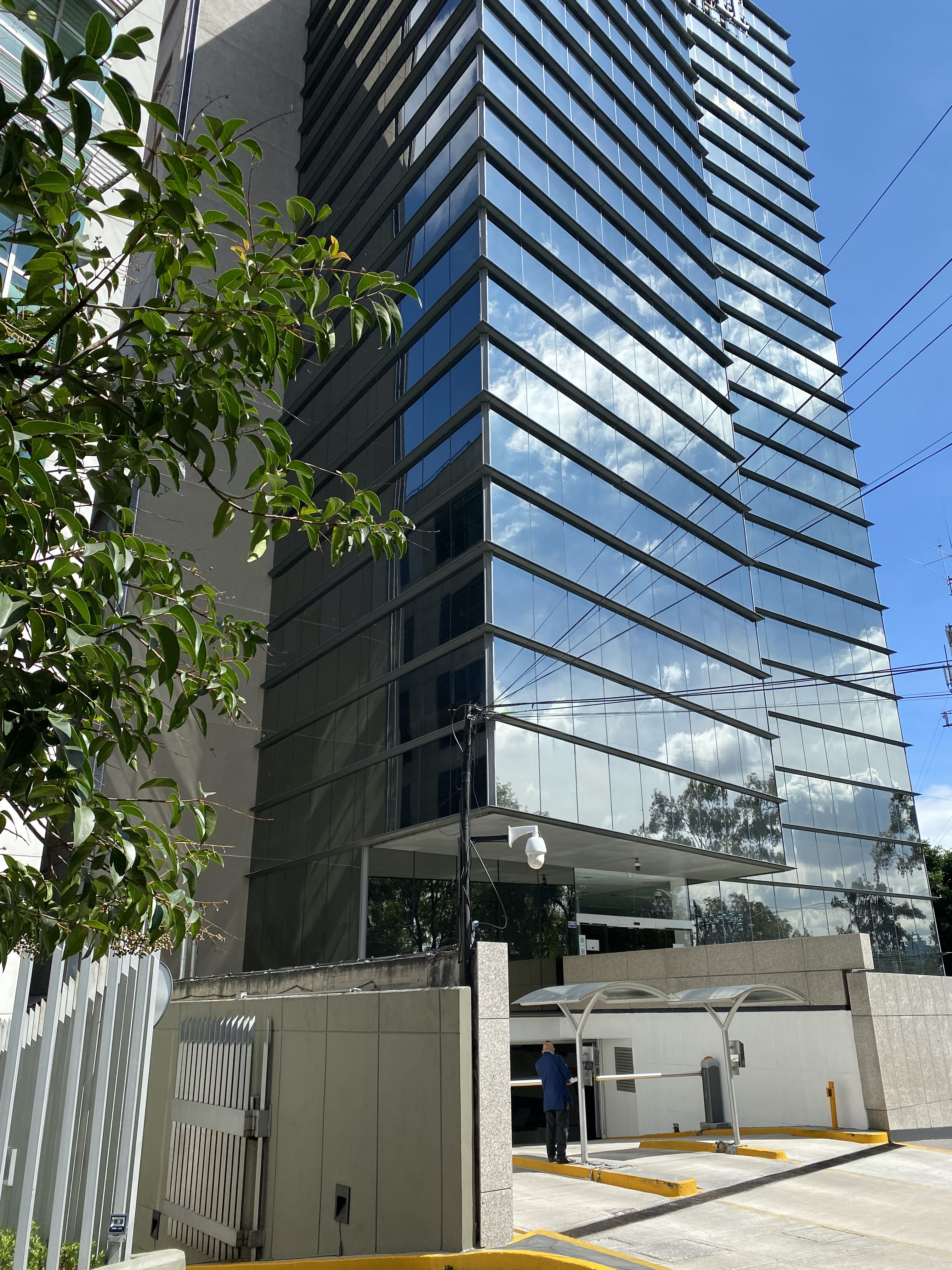
Ambassade à Mexico.
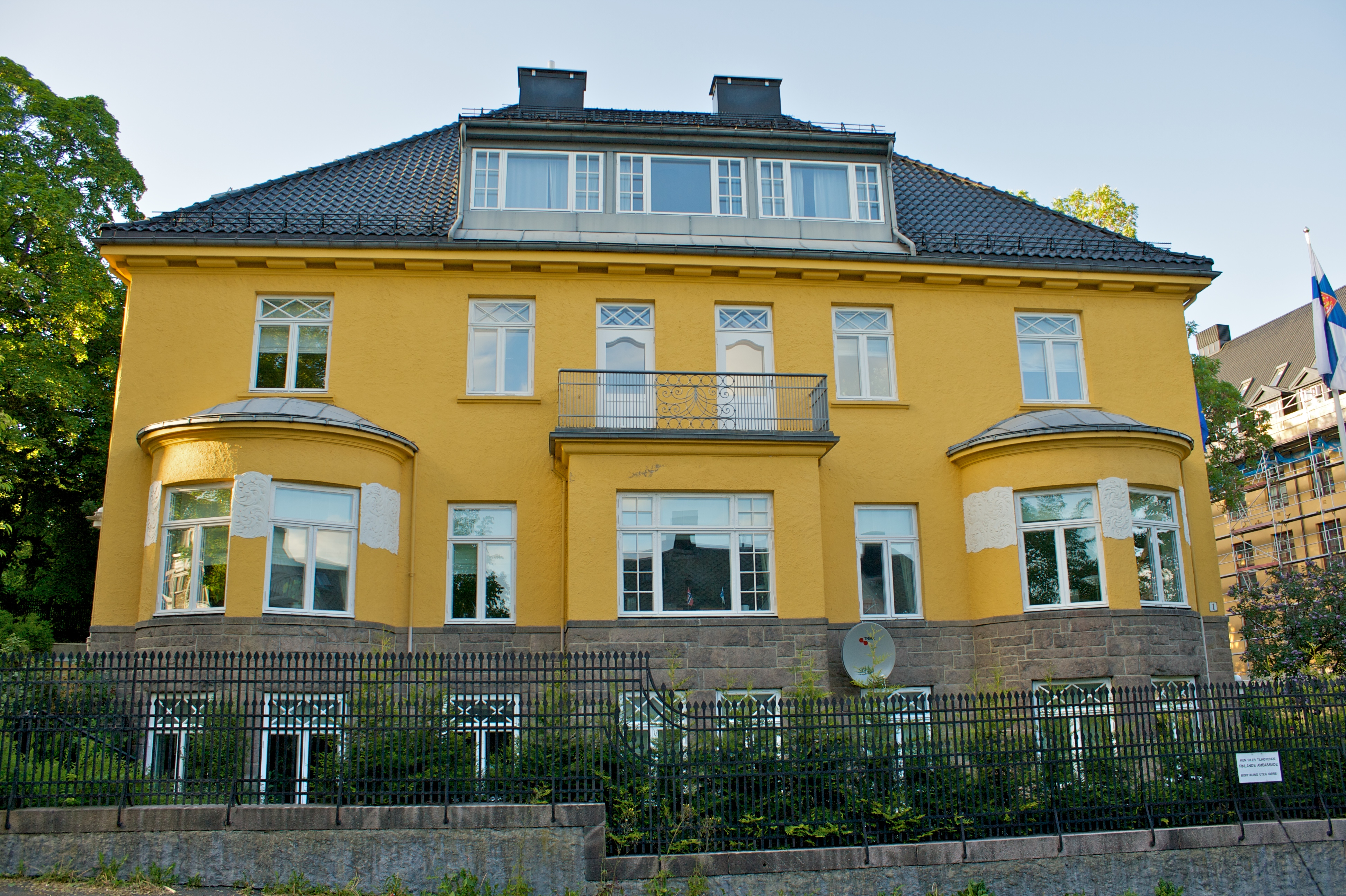
Ambassade à Oslo.
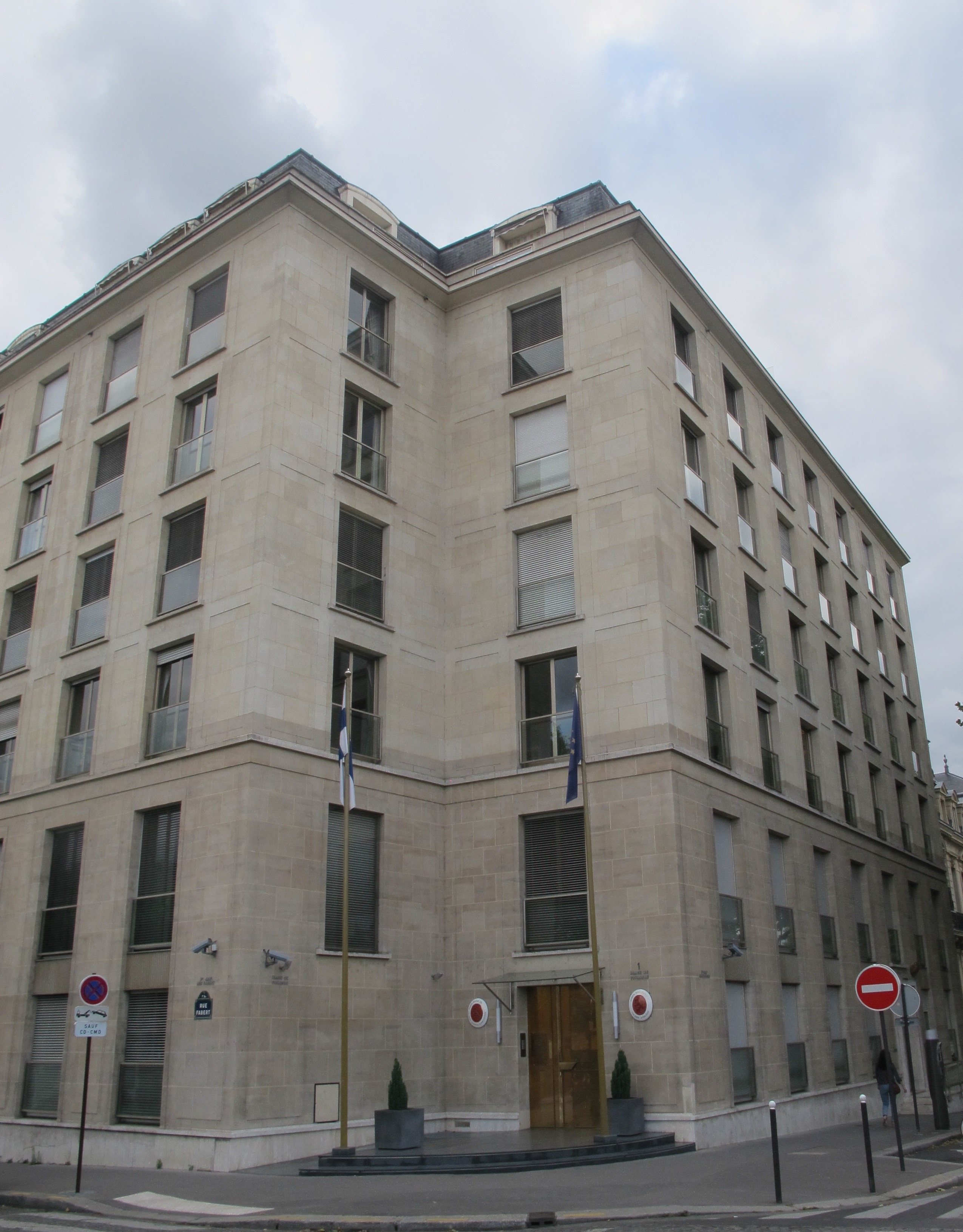
Ambassade à Paris.
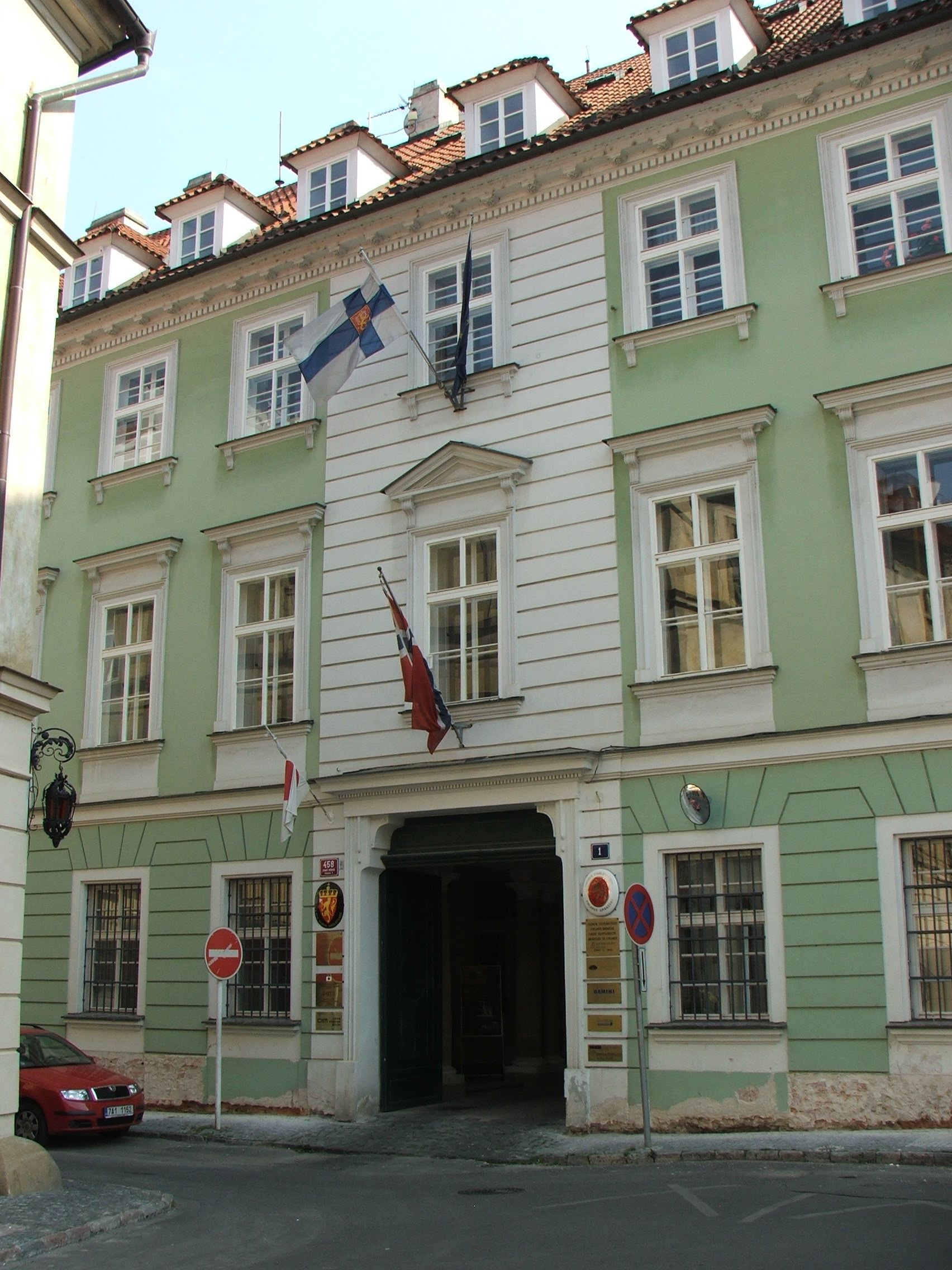
Ambassade à Prague.
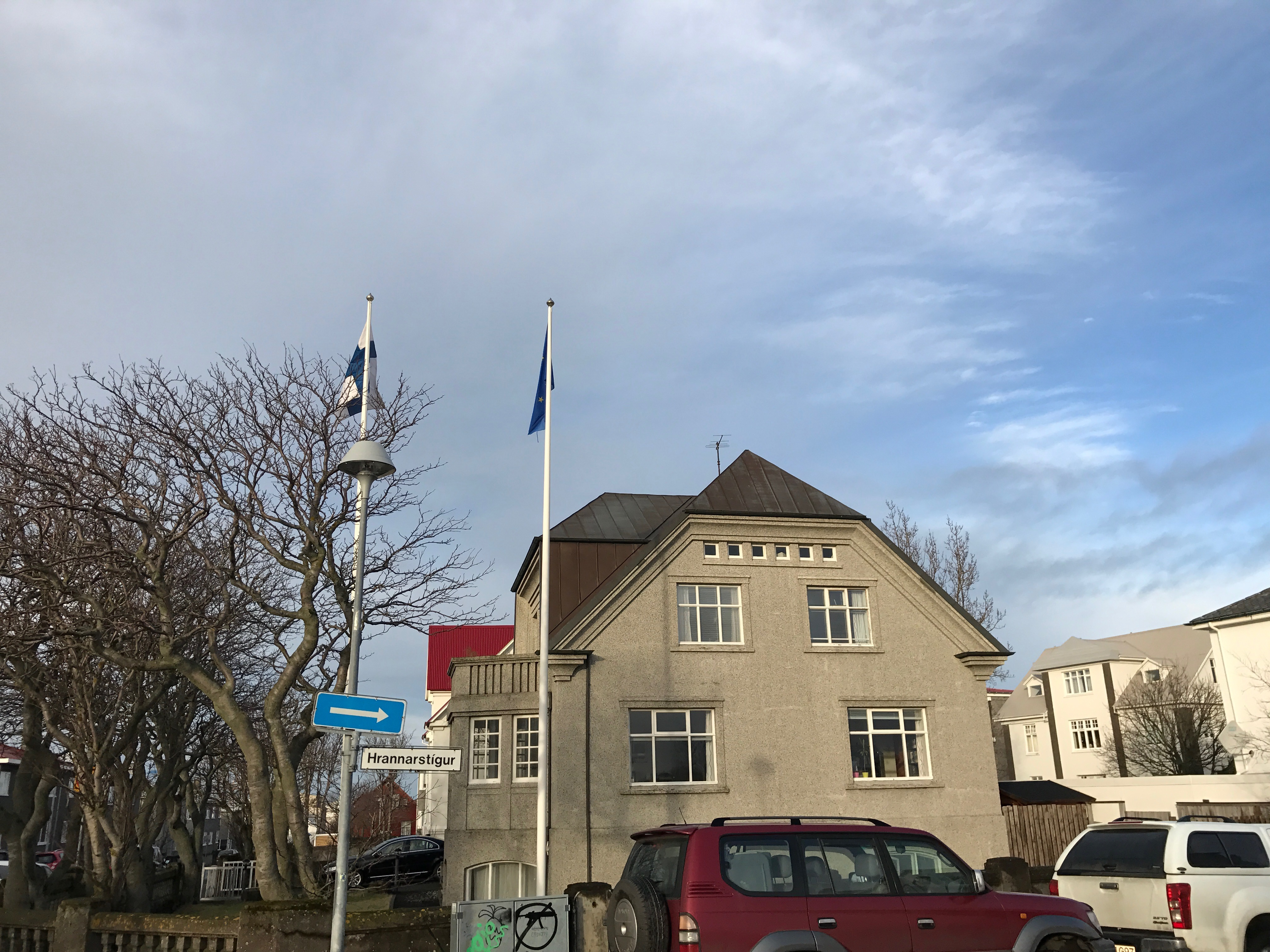
Ambassade à Reykjavik.
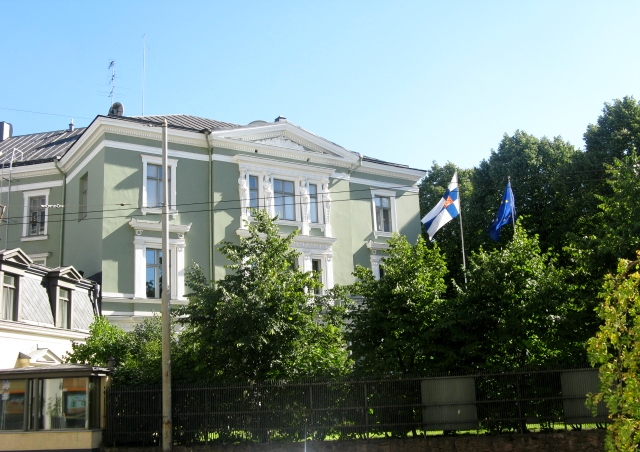
Ambassade à Riga.
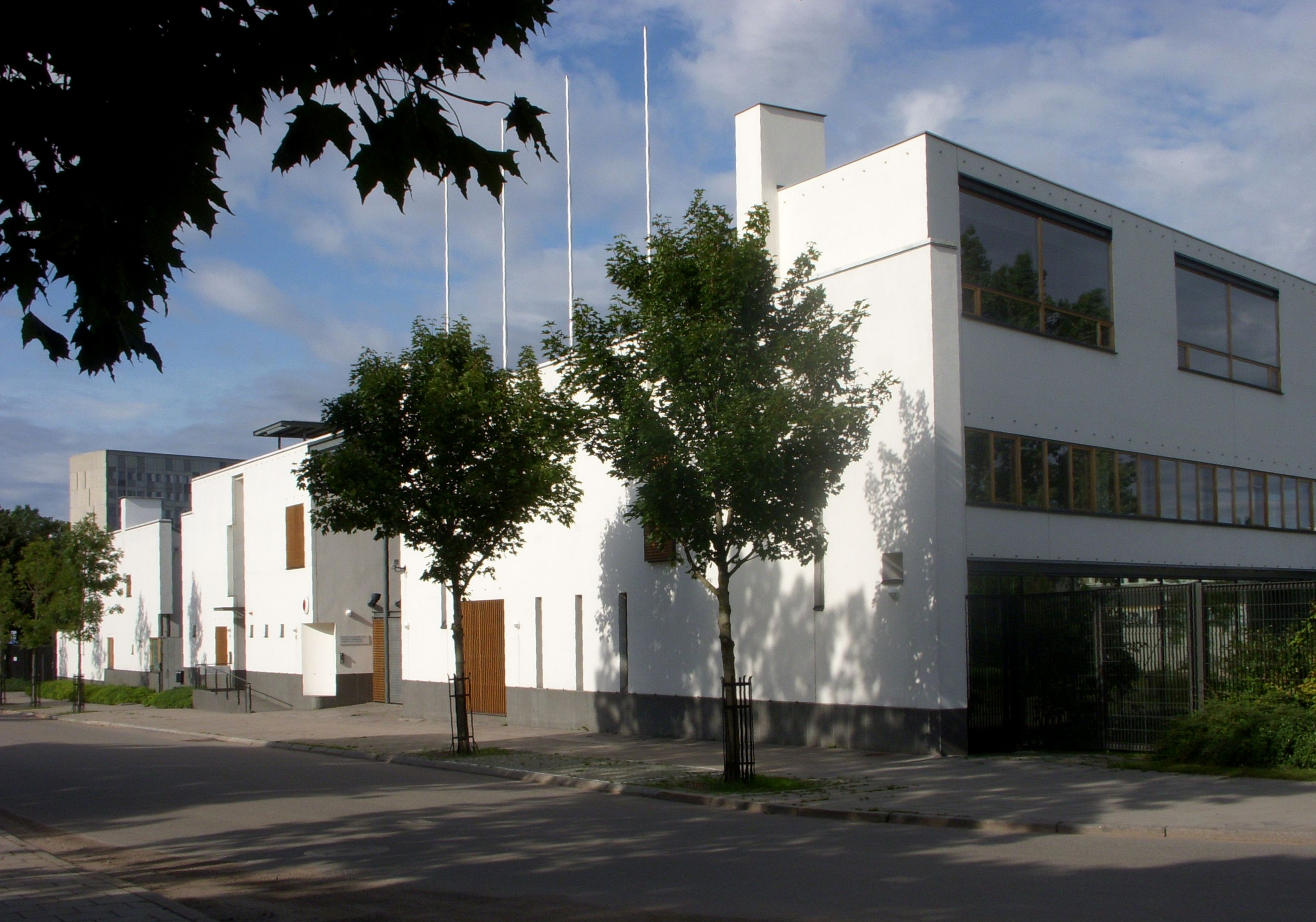
Ambassade à Stockholm.
Ambassade à Tallin.
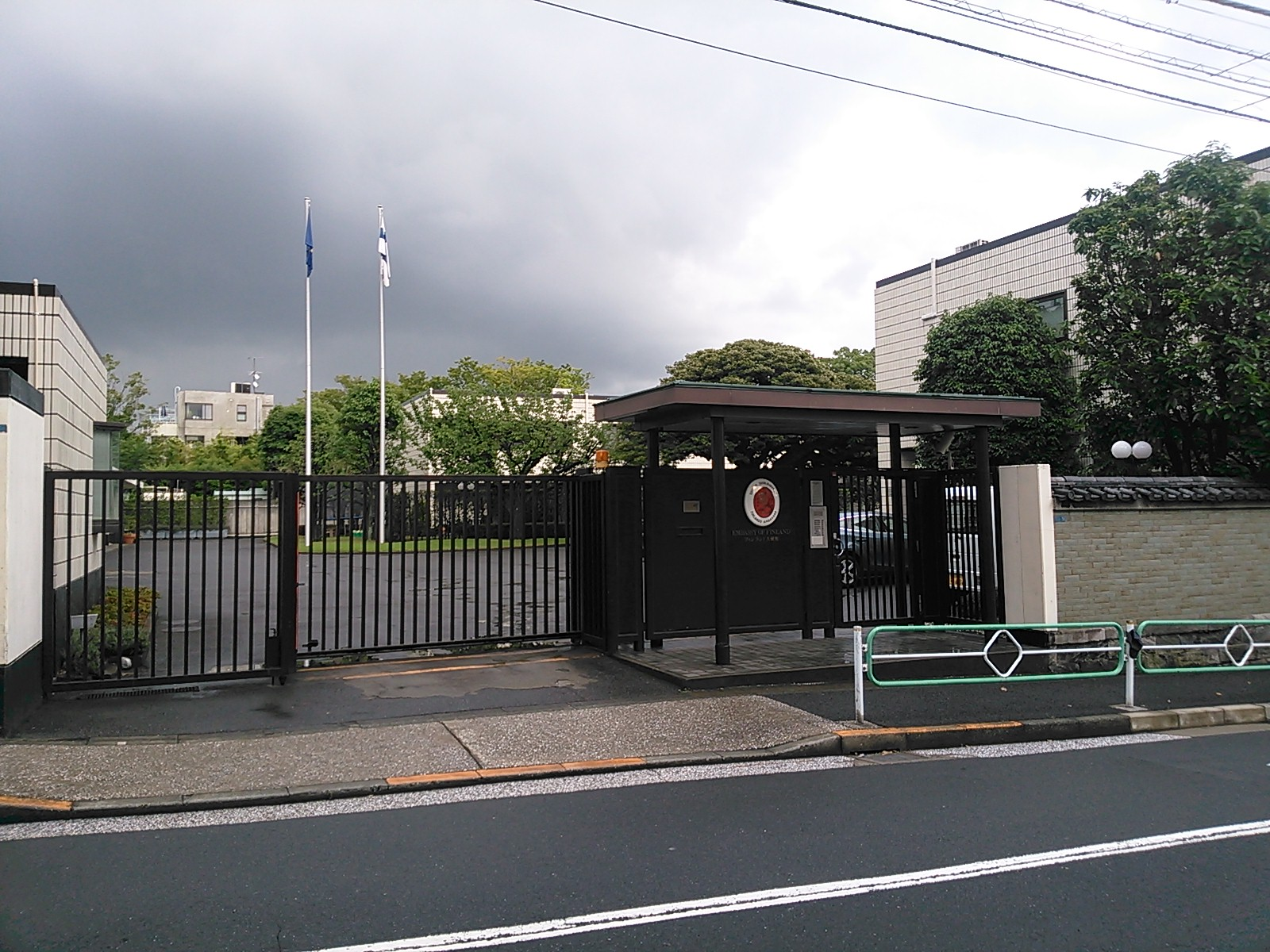
Ambassade à Tokyo.
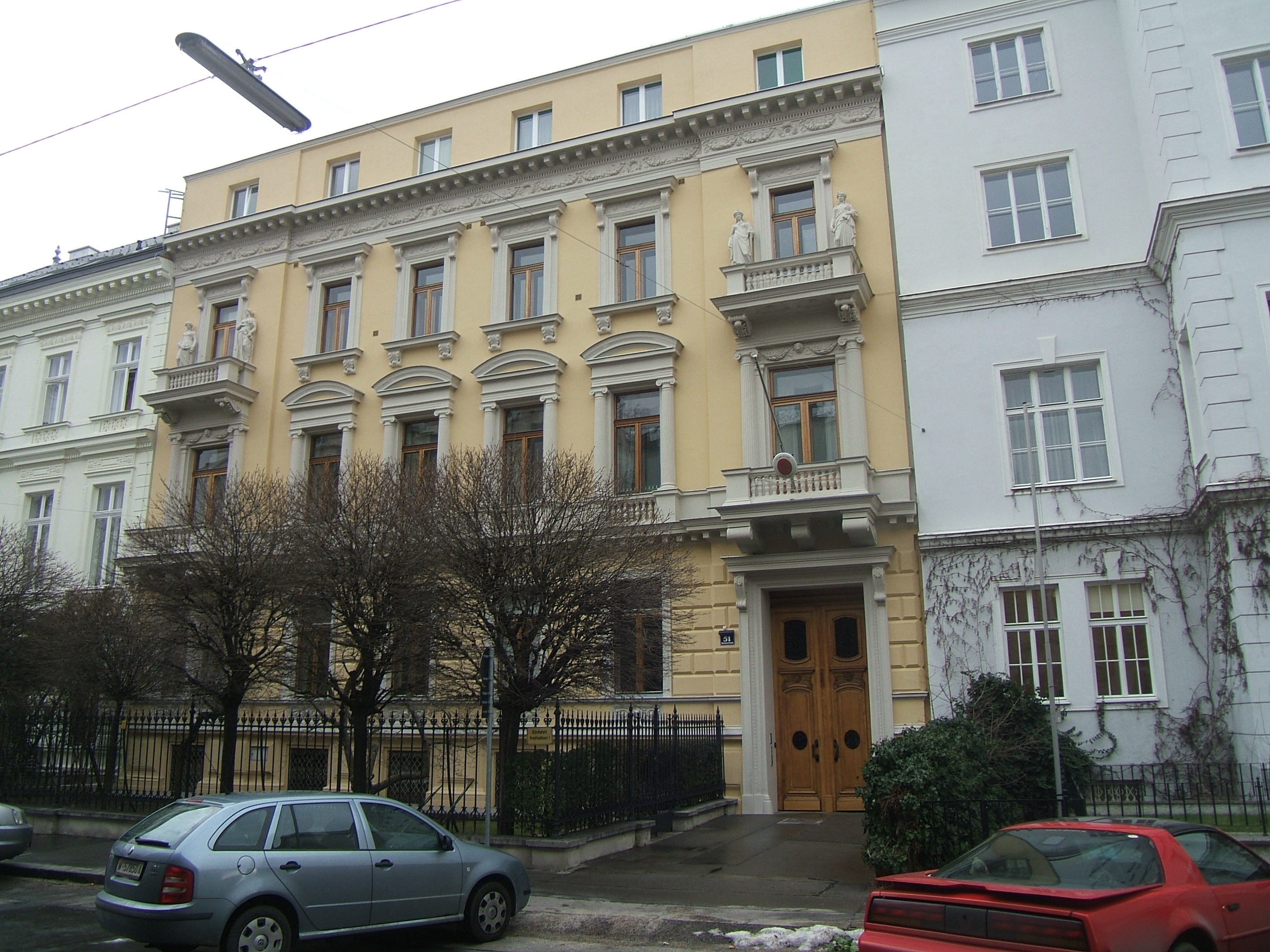
Ambassade à Vienne.
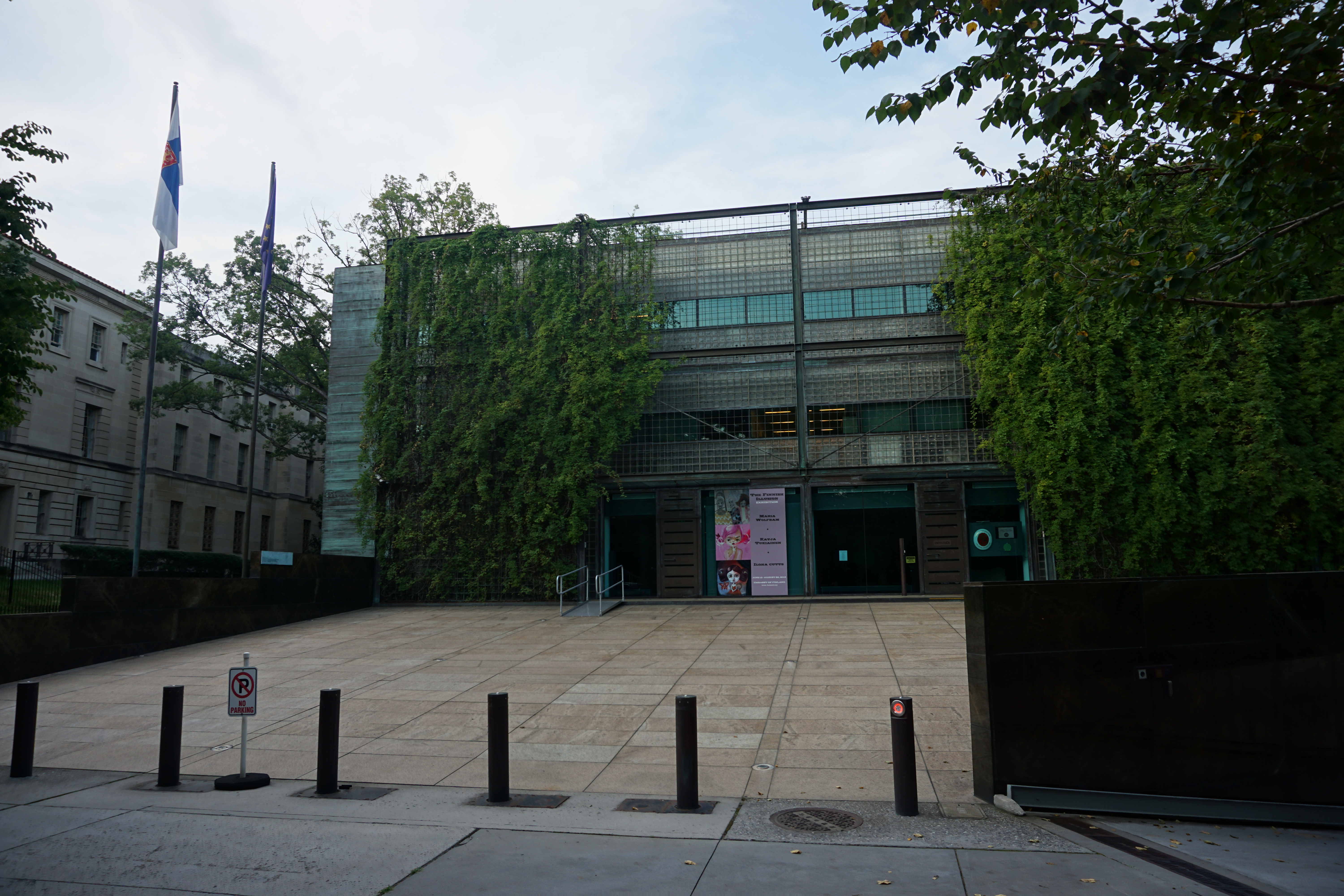
Ambassade à Washington.
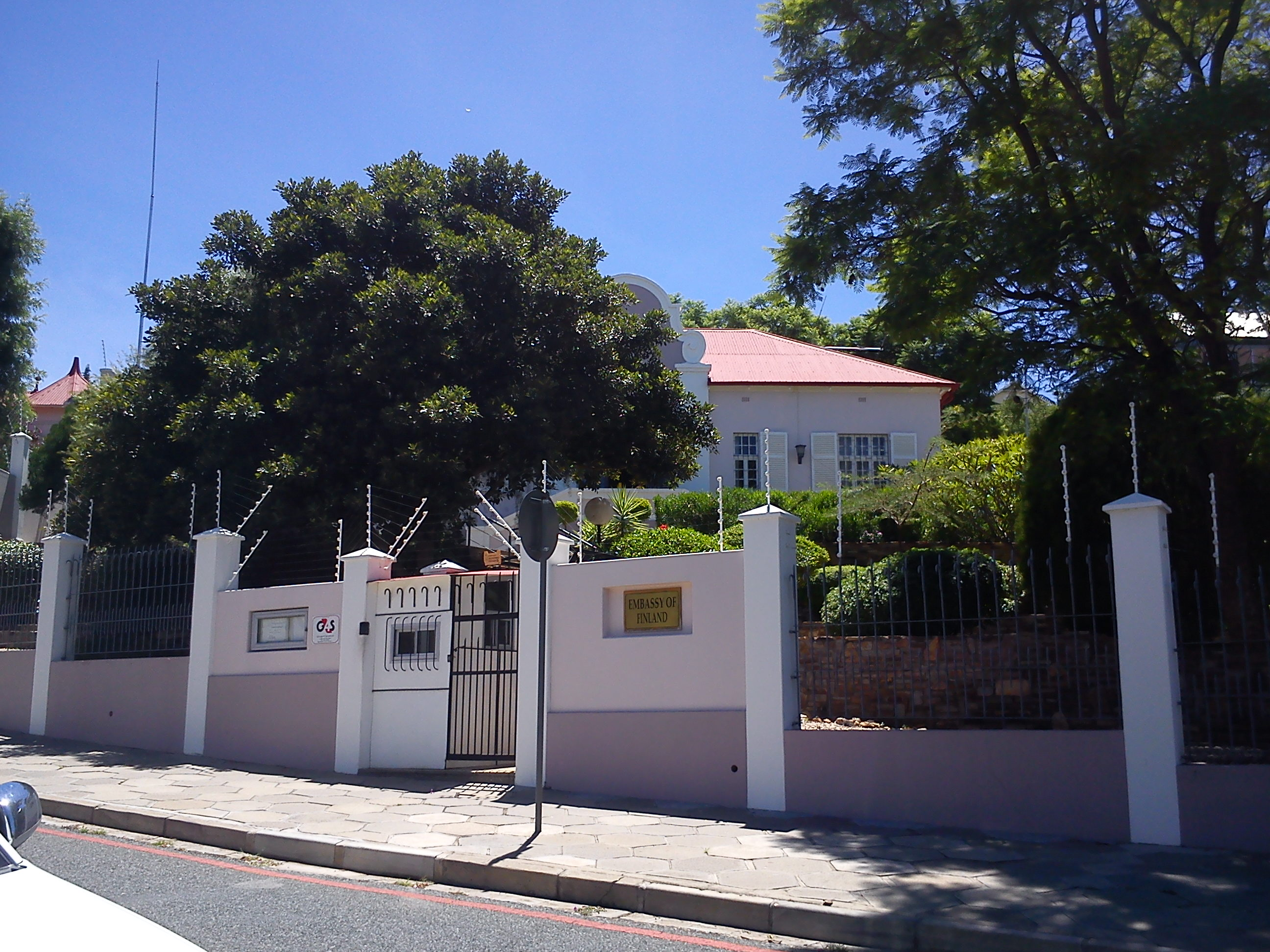
Ambassade à Windhoek.